# Mongo Santamaría
Mongo Santamaría, all'anagrafe Ramón Santamaría Rodríguez (L'Avana, 7 aprile 1917 – Miami, 1º febbraio 2003), è stato un percussionista cubano.
È annoverato tra i maggiori esponenti del Latin jazz.

## Biografia
Mongo si è avvicinato alle percussioni suonando le congas come musicista dilettante di rumba per le strade dell'Avana. Ha poi imparato a suonare i  bongos da Clemente "Chicho" Piquero e ha partecipato a tournée con varie band di successo come i Lecuona Cuban Boys e Sonora Matancera.
Il brano più famoso da lui composto, e che è divenuto uno standard, è Afro Blue, che è stato reinterpretato - tra i molti altri - anche da John Coltrane. Mongo Santamaria si trasferì a New York nel 1950, divenendo il conguero di Tito Puente, suonando successivamente al fianco di molti grandi del latin jazz, tra cui Pérez Prado, Cal Tjader, Fania All Stars. Soprannominato el hombre de la mano dura, fu uno dei primi a concretizzare la fusione fra i ritmi afro-cubani, l'R&B ed il soul, aprendo così la strada all'era del boogaloo negli anni sessanta. Nel 1961 prende parte al progetto Pachanga with Joe Loco di Joe Loco, un album in studio distribuito da Fantasy Records dove contribuì nelle vesti di conguero. Stesso ruolo ebbe in Recordando los Exitos de Noro Morales, Vol.1, album raccolta di Noro Morales del 1992.
La sua versione di Watermelon Man, che rese famoso l'autore Herbie Hancock, è entrata nella Grammy Hall of Fame nel 1998. Un premio Grammy era stato vinto da Santamaría nel 1973 con l'album Amanecer. Inoltre scoprì, in un club di San Jose in California, la cantante Shawnn Monteiro che chiamò con sé in tournée negli USA. La sua notorietà in tutto il mondo può essere testimoniata anche da due omaggi riservatigli: a lui si è ispirato l'attore giapponese Yūsuke Santamaria per il proprio pseudonimo, mentre in una scena del film Mezzogiorno e mezzo di fuoco, quando fa il suo ingresso Mongo (interpretato da Alex Karras), uno dei personaggi urla: "Mongo! Santa Maria!".
Negli ultimi anni, Santamaría registrò alcuni album Latin jazz per le etichette Concord Jazz e Chesky Records.

### Morte
È morto a Miami, Florida, all'età di 85 anni ed è sepolto al Caballero Rivero Woodlawn Park North Cemetery and Mausoleum di Miami.

## Discografia parziale

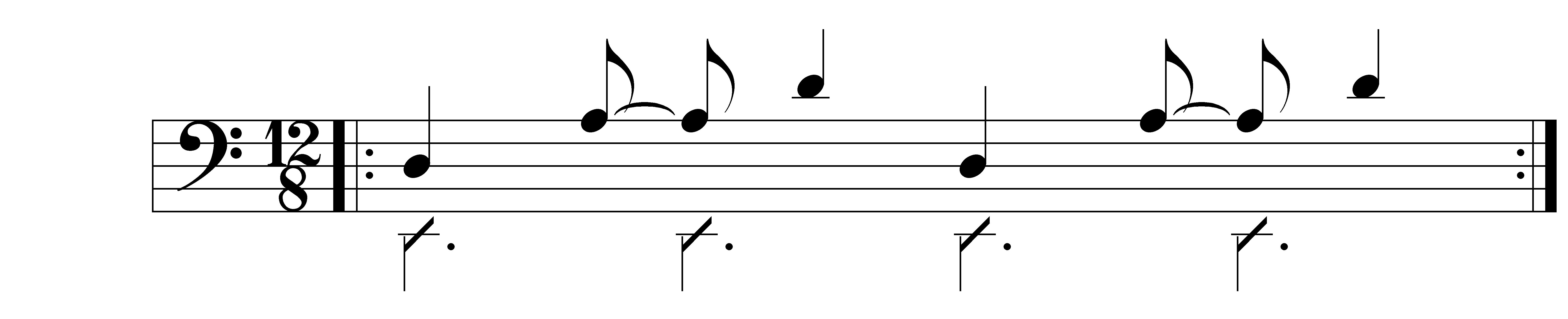
La linea di basso di "Afro Blue"

### Leader
- 1952 – Afro-Cuban Drums
- 1954 –  Drums and Chants (Changó)
- 1955 – Tambores y Cantos
- 1958 – Yambu: Mongo Santamaria y Sus Ritmos Afro Cubano
- 1959 – !Arriba! La Pachanga
- 1958/59 – Afro Roots (Yambú, Mongo)
- 1959 – Mongo
- 1959 – Our Man in Havana
- 1960 – Mongo en la Habana (con Carlos Embale e Merceditas Valdés)
- 1952 – Go, Mongo!
- 1963 – Watermelon Man!
- 1963 – Mongo at the Village Gate
- 1964 – El Bravo!
- 1965 – La Bamba
- 1965 – Pussy Cat
- 1967 – Hey! Let's Party
- 1967 – Mongomania
- 1968 – Soul Bag
- 1969 – Afro-American Latin
- 1969 – Stone Soul
- 1970 – Mongo '70
- 1970 – Feelin' Alright
- 1971 – Mongo's Way
- 1972 – Up from the Roots
- 1972 – Fuego
- 1974 – Ubané con Justo Betancourton
- 1975 – Afro-Indio
- 1976 – Sofrito
- 1977 – Amanecer
- 1978 – A la Carte
- 1979 – Red Hot
- 1979 – You Better Believe It
- 1980 – Images
- 1981 – Summertime
- 1987 – Soy Yo
- 1993 – Mambo Mongo
- 1995 – Mongo Returns
- 1995 – Conga Blue
- 1997 – Come on Home
- 1998 – Mongo Santamaría

### Come sideman
Con Fania All-Stars
- 1968 – Live at the Red Garter, Vol. 2
- 1974 – Latin-Soul-Rock
- 1975 – Live at Yankee Stadium, Vol. 1
- 1976 – Live at Yankee Stadium, Vol. 2
- 1976 – Salsa
- 1977 – Rhythm Machine
- 1986 – Live in Japan 1976
- 1987 – Perfect Blend

Con Tito Puente
- 1956 – Cuban Carnival
- 1956 – Puente Goes Jazz
- 1956 – Puente in Percussion
- 1957 – Let's Cha Cha with Puente
- 1957 – Night Beat
- 1957 – Top
- 1959 – Mucho Cha-Cha
- 1964 – Mucho Puente
- 1992 – Live at the Village Gate
- 1994 – El Timbral

Con Cal Tjader
- 1958 – Cal Tjader's Latin Concert
- 1959 – A Night at the Black Hawk
- 1959 – Concert by the Sea, Vol. 1 & 2
- 1959 – Monterey Concerts
- 1962 – Latino con Cal Tjader
- 1973 – Los Ritmos Calientes
- 1993 – Black Orchid

Con vari artisti
- 1954 – Afro,  con Dizzy Gillespie
- 1955 - Loco Motion, con Joe Loco
- 1958 – Plenty of Horn, con Paul Horn
- 1960 – Latinsville!, con Victor Feldman
- 1969 - The Little Giant, con Luis Gasca
- 1972 – Wild Flower, con Hubert Laws
- 1978 – Touchdown, con Bob James
- 1989 – Strut, con Hilton Ruiz
- 1991 – The Birth of Soul, con Ray Charles
- 1993 – Blues + Jazz, con Ray Charles
- 1996 – Conga Blue, con Poncho Sanchez
- 1996 – Steve Turre, con Steve Turre